# سیارک ۲۱۷۳۵
سیارک ۲۱۷۳۵ (به انگلیسی: 21735 Nissaschmidt، نامگذاری:1999RV146) بیست و یک هزار و هفتصد و سی و پنجمین سیارک کشف شده‌است که در ۹ سپتامبر ۱۹۹۹ کشف شد.
قدر مطلق سیارک برابر ۱۴.۸ است.